# Campeonato Europeo Femenino Sub-19 de la UEFA 2016
El Campeonato Europeo Femenino Sub-19 de la UEFA fue la decimonovena vez que se celebra. La fase final se realizó  en Eslovaquia en el mes de julio de 2016. Este campeonato constó de tres fases. La primera fase de clasificación comenzó  el 15 de septiembre de 2015.

## Primera fase de clasificación
Cuarenta y cuatro equipos participarán de esta ronda. Habrá once grupos de cuatro equipos cada uno. Los once primeros de cada grupo y los once mejores segundos se unirán a Inglaterra y España en la segunda fase de clasificación, con un total de 24 selecciones. La fase final del torneo, estará compuesta por ocho conjuntos. Eslovaquia pasa directamente a la etapa final por ser la anfitriona.
El sorteo se realizó el 19 de noviembre de 2014 en Nyon, Suiza.

### Grupo 1
País anfitrión: Suiza
| Equipo   | Pts | PJ | PG | PE | PP | GF | GC | Dif |
| -------- | --- | -- | -- | -- | -- | -- | -- | --- |
| Suiza    | 9   | 3  | 3  | 0  | 0  | 32 | 0  | 32  |
| Grecia   | 6   | 3  | 2  | 0  | 1  | 9  | 8  | 1   |
| Islandia | 3   | 3  | 1  | 0  | 2  | 7  | 5  | 2   |
| Georgia  | 0   | 3  | 0  | 0  | 3  | 1  | 36 | -35 |

| 15 de septiembre de 2015, 15:00 | Islandia | 6 : 1 | Georgia | Centre Sportif de Colovray, Nyon, Suiza |  |
|                                 |          |       |         | Árbitro(s): Henrikke Nervik, Noruega    |  |

| 15 de septiembre de 2015, 18:00 | Suiza | 7 : 0 | Grecia | Centre Sportif de Colovray, Nyon, Suiza |  |
|                                 |       |       |        | Árbitro(s): Ana Minić, Serbia           |  |

| 17 de septiembre de 2015, 15:00 | Grecia | 2 : 1 | Islandia | Centre Sportif de Colovray, Nyon, Suiza |  |
|                                 |        |       |          | Árbitro(s): Henrikke Nervik, Noruega    |  |

| 17 de septiembre de 2015, 18:00 | Suiza | 23 : 0 | Georgia | Centre Sportif de Colovray, Nyon, Suiza |  |
|                                 |       |        |         | Árbitro(s): Irina Turovskaya, Bulgaria  |  |

| 20 de septiembre de 2015, 14:00 | Islandia | 0 : 2 | Suiza | Centre Sportif de Colovray, Nyon, Suiza |  |
|                                 |          |       |       | Árbitro(s): Ana Minić, Serbia           |  |

| 20 de septiembre de 2015, 14:00 | Georgia | 0 : 7 | Grecia | Centre Sportif de Colovray, Nyon, Suiza |  |
|                                 |         |       |        | Árbitro(s): Irina Turovskaya, Bulgaria  |  |

### Grupo 2
País anfitrión: Bosnia y Herzegovina
| Equipo               | Pts | PJ | PG | PE | PP | GF | GC | Dif |
| -------------------- | --- | -- | -- | -- | -- | -- | -- | --- |
| Francia              | 9   | 3  | 3  | 0  | 0  | 15 | 0  | 15  |
| República Checa      | 6   | 3  | 2  | 0  | 1  | 9  | 7  | 2   |
| Bosnia y Herzegovina | 3   | 3  | 1  | 0  | 2  | 1  | 7  | -6  |
| Islas Feroe          | 0   | 3  | 0  | 0  | 3  | 1  | 12 | -11 |

| 15 de septiembre de 2015 | Francia | 2 : 0 | Bosnia y Herzegovina | Stadium Etno Selo Stanisići, Bijeljina, Bosnia y Herzegovina |  |
|                          |         |       |                      | Árbitro(s): Barbara Poxhofer, Australia                      |  |

| 15 de septiembre de 2015 | República Checa | 4 : 1 | Islas Feroe | Gradski, Bijeljina, Bosnia y Herzegovina   |  |
|                          |                 |       |             | Árbitro(s): Justina Lavrenovaite, Lituania |  |

| 17 de septiembre de 2015 | Francia | 7 : 0 | Islas Feroe | Gradski, Bijeljina, Bosnia y Herzegovina |  |
|                          |         |       |             | Árbitro(s): Nelli Stepanyan, Armenia     |  |

| 17 de septiembre de 2015 | Bosnia y Herzegovina | 0 : 5 | República Checa | Stadium Etno Selo Stanisići, Bijeljina, Bosnia y Herzegovina |  |
|                          |                      |       |                 | Árbitro(s): Justina Lavrenovaite, Lituania                   |  |

| 20 de septiembre de 2015 | República Checa | 0 : 6 | Francia | Stadium Etno Selo Stanisići, Bijeljina, Bosnia y Herzegovina |  |
|                          |                 |       |         | Árbitro(s): Barbara Poxhofer, Australia                      |  |

| 20 de septiembre de 2015 | Islas Feroe | 0 : 1 | Bosnia y Herzegovina | Gradski, Bijeljina, Bosnia y Herzegovina |  |
|                          |             |       |                      | Árbitro(s): Nelli Stepanyan, Armenia     |  |

### Grupo 3
País anfitrión: Gales
| Equipo     | Pts | PJ | PG | PE | PP | GF | GC | Dif |
| ---------- | --- | -- | -- | -- | -- | -- | -- | --- |
| Azerbaiyán | 9   | 3  | 3  | 0  | 0  | 9  | 2  | 7   |
| Bélgica    | 6   | 3  | 2  | 0  | 1  | 10 | 3  | 7   |
| Croacia    | 3   | 3  | 1  | 0  | 2  | 4  | 8  | -4  |
| Gales      | 0   | 3  | 0  | 0  | 3  | 3  | 13 | -10 |

### Grupo 4
País anfitrión: Finlandia
| Equipo    | Pts | PJ | PG | PE | PP | GF | GC | Dif |
| --------- | --- | -- | -- | -- | -- | -- | -- | --- |
| Finlandia | 9   | 3  | 3  | 0  | 0  | 16 | 3  | 13  |
| Polonia   | 6   | 3  | 2  | 0  | 1  | 12 | 7  | 5   |
| Turquía   | 3   | 3  | 1  | 0  | 2  | 1  | 5  | -4  |
| Lituania  | 0   | 3  | 0  | 0  | 3  | 0  | 14 | -14 |

### Grupo 5
País anfitrión: Hungría
| Equipo     | Pts | PJ | PG | PE | PP | GF | GC | Dif |
| ---------- | --- | -- | -- | -- | -- | -- | -- | --- |
| Alemania   | 9   | 3  | 3  | 0  | 0  | 15 | 1  | 14  |
| Hungría    | 6   | 3  | 2  | 0  | 1  | 6  | 2  | 4   |
| Serbia     | 3   | 3  | 1  | 0  | 2  | 3  | 7  | -4  |
| Kazajistán | 0   | 3  | 0  | 0  | 3  | 0  | 14 | -14 |

### Grupo 6
País anfitrión: Macedonia
| Equipo              | Pts | PJ | PG | PE | PP | GF | GC | Dif |
| ------------------- | --- | -- | -- | -- | -- | -- | -- | --- |
| Suecia              | 9   | 3  | 3  | 0  | 0  | 12 | 0  | +12 |
| Irlanda del Norte   | 4   | 3  | 1  | 1  | 1  | 5  | 4  | +1  |
| Montenegro          | 4   | 3  | 1  | 1  | 1  | 4  | 6  | -2  |
| Macedonia del Norte | 0   | 3  | 0  | 0  | 3  | 1  | 12 | -11 |

### Grupo 7
País anfitrión: Holanda
| Equipo       | Pts | PJ | PG | PE | PP | GF | GC | Dif |
| ------------ | --- | -- | -- | -- | -- | -- | -- | --- |
| Países Bajos | 7   | 3  | 2  | 1  | 0  | 22 | 1  | +21 |
| Italia       | 7   | 3  | 2  | 1  | 0  | 21 | 1  | +20 |
| Moldavia     | 3   | 3  | 1  | 0  | 2  | 2  | 22 | -20 |
| Chipre       | 0   | 3  | 0  | 0  | 3  | 1  | 22 | -21 |

### Grupo 8
País anfitrión: Portugal
| Equipo   | Pts | PJ | PG | PE | PP | GF | GC | Dif |
| -------- | --- | -- | -- | -- | -- | -- | -- | --- |
| Noruega  | 7   | 3  | 2  | 1  | 0  | 15 | 2  | +7  |
| Portugal | 7   | 3  | 2  | 1  | 0  | 8  | 3  | +5  |
| Israel   | 1   | 3  | 0  | 1  | 2  | 3  | 11 | -8  |
| Estonia  | 1   | 3  | 0  | 1  | 2  | 2  | 12 | -10 |

### Grupo 9
País anfitrión: Bielorrusia
| Equipo      | Pts | PJ | PG | PE | PP | GF | GC | Dif |
| ----------- | --- | -- | -- | -- | -- | -- | -- | --- |
| Dinamarca   | 9   | 3  | 3  | 0  | 0  | 11 | 1  | +10 |
| Bielorrusia | 6   | 3  | 2  | 0  | 1  | 11 | 3  | +8  |
| Rumania     | 3   | 3  | 1  | 0  | 2  | 9  | 4  | +5  |
| Letonia     | 0   | 3  | 0  | 0  | 3  | 0  | 23 | -23 |

### Grupo 10
País anfitrión: Eslovenia
| Equipo    | Pts | PJ | PG | PE | PP | GF | GC | Dif |
| --------- | --- | -- | -- | -- | -- | -- | -- | --- |
| Rusia     | 9   | 3  | 3  | 0  | 0  | 13 | 2  | +11 |
| Irlanda   | 6   | 3  | 2  | 0  | 1  | 10 | 2  | +8  |
| Eslovenia | 3   | 3  | 1  | 0  | 2  | 4  | 10 | -6  |
| Bulgaria  | 0   | 3  | 0  | 0  | 3  | 0  | 13 | -13 |

### Grupo 11
País anfitrión: Austria
| Equipo  | Pts | PJ | PG | PE | PP | GF | GC | Dif |
| ------- | --- | -- | -- | -- | -- | -- | -- | --- |
| Escocia | 9   | 3  | 3  | 0  | 0  | 9  | 5  | +4  |
| Austria | 6   | 3  | 2  | 0  | 1  | 10 | 3  | +7  |
| Ucrania | 3   | 3  | 1  | 0  | 2  | 5  | 5  | 0   |
| Albania | 0   | 3  | 0  | 0  | 3  | 4  | 15 | -11 |

## Segunda Fase de Clasificación o Ronda Élite
En esta fase participan los primeros y segundos lugares de cada grupo de la Primera Fase de Clasificación, quienes se unirán a Inglaterra y España en esta segunda fase de clasificación. Consta de seis grupos. 
Los ganadores de cada grupo avanzarán a la ronda final, junto al mejor segundo.
El sorteo de esta etapa se realizó el 13 de noviembre de 2015 en Nyon, Suiza.

### Grupo 1
País anfitrión: Irlanda
| Equipo     | Pts | PJ | PG | PE | PP | GF | GC | Dif |
| ---------- | --- | -- | -- | -- | -- | -- | -- | --- |
| Alemania   | 9   | 3  | 3  | 0  | 0  | 9  | 2  | 7   |
| Irlanda    | 6   | 3  | 2  | 0  | 1  | 5  | 1  | 4   |
| Polonia    | 1   | 3  | 0  | 1  | 2  | 1  | 5  | -4  |
| Azerbaiyán | 1   | 3  | 0  | 1  | 2  | 1  | 8  | -7  |

| 5 de abril de 2016, 20:30 | Alemania | 1 : 0 | República de Irlanda | Tallaght Stadium, Dublín, República de Irlanda |  |
|                           |          |       |                      | Árbitro(s): [[ ]], [[ ]]                       |  |

| 5 de abril de 2016, 15:00 | Azerbaiyán | 0 : 0 | Polonia | Carlisle Grounds, Dublín, República de Irlanda |  |
|                           |            |       |         | Árbitro(s): [[ ]], [[ ]]                       |  |

| 7 de abril de 2016, 15:00 | Alemania | 3 : 1 | Polonia | Belfield Bowl, UCD, Dublín, República de Irlanda |  |
|                           |          |       |         | Árbitro(s): [[ ]], [[ ]]                         |  |

| 7 de abril de 2016, 20:30 | República de Irlanda | 3 : 0 | Azerbaiyán | Tallaght Stadium, Dublín, República de Irlanda |  |
|                           |                      |       |            | Árbitro(s): [[ ]], [[ ]]                       |  |

| 10 de abril de 2016, 15:00 | Azerbaiyán | 1 : 5 | Alemania | Richmond Park, Dublín, República de Irlanda |  |
|                            |            |       |          | Árbitro(s): [[ ]], [[ ]]                    |  |

| 10 de abril de 2016, 15:00 | Polonia | 0 : 2 | República de Irlanda | Tallaght Stadium, Dublín, República de Irlanda |  |
|                            |         |       |                      | Árbitro(s): [[ ]], [[ ]]                       |  |

### Grupo 2
País anfitrión: Suecia
| Equipo     | Pts | PJ | PG | PE | PP | GF | GC | Dif |
| ---------- | --- | -- | -- | -- | -- | -- | -- | --- |
| Austria    | 6   | 3  | 2  | 0  | 1  | 3  | 1  | 2   |
| Suecia     | 4   | 3  | 1  | 1  | 1  | 2  | 2  | 0   |
| Inglaterra | 4   | 3  | 1  | 1  | 1  | 1  | 1  | 0   |
| Bélgica    | 3   | 3  | 1  | 0  | 2  | 2  | 4  | -2  |

| 5 de abril de 2016, 18:00 | Inglaterra | 1 : 0 | Austria | Motala Idrottspark , Motala, Suecia |  |
|                           |            |       |         | Árbitro(s): [[ ]], [[ ]]            |  |

| 5 de abril de 2016, 18:00 | Suecia | 2 : 1 | Bélgica | Linköping Arena, Linköping, Suecia |  |
|                           |        |       |         | Árbitro(s): [[ ]], [[ ]]           |  |

| 7 de abril de 2016, 15:00 | Inglaterra | 0 : 1 | Bélgica | Linköping Arena, Linköping, Suecia |  |
|                           |            |       |         | Árbitro(s): [[ ]], [[ ]]           |  |

| 7 de abril de 2016, 18:00 | Austria | 1 : 0 | Suecia | Motala Idrottspark , Motala, Suecia |  |
|                           |         |       |        | Árbitro(s): [[ ]], [[ ]]            |  |

| 10 de abril de 2016, 16:00 | Suecia | 0 : 0 | Inglaterra | Linköping Arena, Linköping, Suecia |  |
|                            |        |       |            | Árbitro(s): [[ ]], [[ ]]           |  |

| 10 de abril de 2016, 16:00 | Bélgica | 0 : 2 | Austria | Motala Idrottspark, Motala, Suecia |  |
|                            |         |       |         | Árbitro(s): [[ ]], [[ ]]           |  |

### Grupo 3
País anfitrión: Holanda
| Equipo          | Pts | PJ | PG | PE | PP | GF | GC | Dif |
| --------------- | --- | -- | -- | -- | -- | -- | -- | --- |
| Países Bajos    | 7   | 3  | 2  | 1  | 0  | 11 | 3  | 8   |
| República Checa | 6   | 3  | 2  | 0  | 1  | 6  | 8  | -2  |
| Finlandia       | 4   | 3  | 1  | 1  | 1  | 4  | 4  | 0   |
| Bielorrusia     | 0   | 3  | 0  | 0  | 3  | 1  | 7  | -6  |

| 5 de abril de 2016, 15:30 | Finlandia | 2 : 1 | Bielorrusia | Sportpark De Bijenkamp , Eibergen, Holanda |  |
|                           |           |       |             | Árbitro(s): [[ ]], [[ ]]                   |  |

| 5 de abril de 2016, 19:30 | Holanda | 7 : 2 | República Checa | Sportpark De Bijenkorf , Hengelo, Holanda |  |
|                           |         |       |                 | Árbitro(s): [[ ]], [[ ]]                  |  |

| 7 de abril de 2016, 15:30 | Finlandia | 1 : 2 | República Checa | Sportpark De Bijenkamp , Eibergen, Holanda |  |
|                           |           |       |                 | Árbitro(s): [[ ]], [[ ]]                   |  |

| 7 de abril de 2016, 19:30 | Bielorrusia | 0 : 3 | Holanda | Sportpark De Bijenkorf , Hengelo, Holanda |  |
|                           |             |       |         | Árbitro(s): [[ ]], [[ ]]                  |  |

| 10 de abril de 2016, 14:30 | Holanda | 1 : 1 | Finlandia | Sportpark De Bijenkamp , Eibergen, Holanda |  |
|                            |         |       |           | Árbitro(s): [[ ]], [[ ]]                   |  |

| 10 de abril de 2016, 14:30 | República Checa | 2 : 0 | Bielorrusia | Sportpark De Bijenkorf , Hengelo, Holanda |  |
|                            |                 |       |             | Árbitro(s): [[ ]], [[ ]]                  |  |

### Grupo 4
País anfitrión: Dinamarca
| Equipo    | Pts | PJ | PG | PE | PP | GF | GC | Dif |
| --------- | --- | -- | -- | -- | -- | -- | -- | --- |
| España    | 9   | 3  | 3  | 0  | 0  | 13 | 2  | 11  |
| Dinamarca | 4   | 3  | 1  | 1  | 1  | 7  | 4  | 3   |
| Italia    | 4   | 3  | 1  | 1  | 1  | 4  | 4  | 0   |
| Irlanda   | 0   | 3  | 0  | 0  | 3  | 1  | 15 | -14 |

| 5 de abril de 2016, 13:00 | España | 3 : 0 | Italia | Hobro Stadium, Hobro, Dinamarca |  |
|                           |        |       |        | Árbitro(s): [[ ]], [[ ]]        |  |

| 5 de abril de 2016, 15:45 | Dinamarca | 5 : 0 | Irlanda del Norte | Viborg Stadion, Viborg, Dinamarca |  |
|                           |           |       |                   | Árbitro(s): [[ ]], [[ ]]          |  |

| 7 de abril de 2016, 13:00 | España | 7 : 1 | Irlanda del Norte | Viborg Stadion, Viborg, Dinamarca |  |
|                           |        |       |                   | Árbitro(s): [[ ]], [[ ]]          |  |

| 7 de abril de 2016, 13:00 | Italia | 1 : 1 | Dinamarca | Skive Stadium, Skive, Dinamarca |  |
|                           |        |       |           | Árbitro(s): [[ ]], [[ ]]        |  |

| 10 de abril de 2016, 17:15 | Dinamarca | 1 : 3 | España | Hobro Stadium, Hobro, Dinamarca |  |
|                            |           |       |        | Árbitro(s): [[ ]], [[ ]]        |  |

| 10 de abril de 2016, 17:15 | Irlanda del Norte | 0 : 3 | Italia | Skive Stadium, Skive, Dinamarca |  |
|                            |                   |       |        | Árbitro(s): [[ ]], [[ ]]        |  |

### Grupo 5
País anfitrión: Portugal
| Equipo   | Pts | PJ | PG | PE | PP | GF | GC | Dif |
| -------- | --- | -- | -- | -- | -- | -- | -- | --- |
| Francia  | 9   | 3  | 3  | 0  | 0  | 11 | 0  | 11  |
| Portugal | 4   | 3  | 1  | 1  | 1  | 3  | 4  | -1  |
| Escocia  | 4   | 3  | 1  | 1  | 1  | 2  | 3  | -1  |
| Grecia   | 0   | 3  | 0  | 0  | 3  | 0  | 9  | -9  |

| 5 de abril de 2016, 17:00 | Francia | 3 : 0 | Portugal | Estádio da Nora, Ferreiras, Portugal |  |
|                           |         |       |          | Árbitro(s): [[ ]], [[ ]]             |  |

| 5 de abril de 2016, 15:00 | Escocia | 1 : 0 | Grecia | Estádio Fernando Cabrita, Lagos, Portugal |  |
|                           |         |       |        | Árbitro(s): [[ ]], [[ ]]                  |  |

| 7 de abril de 2016, 15:00 | Francia | 6 : 0 | Grecia | Estádio da Nora, Ferreiras, Portugal |  |
|                           |         |       |        | Árbitro(s): [[ ]], [[ ]]             |  |

| 7 de abril de 2016, 17:00 | Portugal | 1 : 1 | Escocia | Municipal Stadium Bela Vista, Parchal, Portugal |  |
|                           |          |       |         | Árbitro(s): [[ ]], [[ ]]                        |  |

| 10 de abril de 2016, 17:00 | Escocia | 0 : 2 | Francia | Municipal Stadium Bela Vista, Parchal, Portugal |  |
|                            |         |       |         | Árbitro(s): [[ ]], [[ ]]                        |  |

| 10 de abril de 2016, 17:00 | Grecia | 0 : 2 | Portugal | Estádio Algarve, Faro-Loulé, Portugal |  |
|                            |        |       |          | Árbitro(s): [[ ]], [[ ]]              |  |

### Grupo 6
País anfitrión: Hungría
| Equipo  | Pts | PJ | PG | PE | PP | GF | GC | Dif |
| ------- | --- | -- | -- | -- | -- | -- | -- | --- |
| Suiza   | 7   | 3  | 2  | 1  | 0  | 7  | 2  | 5   |
| Noruega | 7   | 3  | 2  | 1  | 0  | 4  | 2  | 2   |
| Rusia   | 1   | 3  | 0  | 1  | 2  | 1  | 3  | -2  |
| Hungría | 1   | 3  | 0  | 1  | 2  | 1  | 6  | -5  |

| 5 de abril de 2016, 14:00 | Rusia | 1 : 1 | Hungría | Király Sportcentre, Szombathely, Hungría |  |
|                           |       |       |         | Árbitro(s): [[ ]], [[ ]]                 |  |

| 5 de abril de 2016, 14:00 | Suiza | 2 : 2 | Noruega | Bük, Bük, Hungría        |  |
|                           |       |       |         | Árbitro(s): [[ ]], [[ ]] |  |

| 7 de abril de 2016, 14:00 | Suiza | 4 : 0 | Hungría | Király Sportcentre, Szombathely, Hungría |  |
|                           |       |       |         | Árbitro(s): [[ ]], [[ ]]                 |  |

| 7 de abril de 2016, 14:00 | Noruega | 1 : 0 | Rusia | Bük, Bük, Hungría        |  |
|                           |         |       |       | Árbitro(s): [[ ]], [[ ]] |  |

| 10 de abril de 2016, 14:00 | Rusia | 0 : 1 | Suiza | Bük, Bük, Hungría        |  |
|                            |       |       |       | Árbitro(s): [[ ]], [[ ]] |  |

| 10 de abril de 2016, 14:00 | Hungría | 0 : 1 | Noruega | Király Sportcentre, Szombathely, Hungría |  |
|                            |         |       |         | Árbitro(s): [[ ]], [[ ]]                 |  |

### Ranking de los segundos puestos
El mejor segundo lugar de los 6 grupos pasó a la siguiente ronda junto a los ganadores de cada grupo. Se contabilizan los resultados obtenidos en contra de los ganadores y los terceros clasificados de cada grupo.
| Grp | Equipo          | PJ | PG | PE | PP | GF | GC | DG | Pts |
| --- | --------------- | -- | -- | -- | -- | -- | -- | -- | --- |
| 6   | Noruega         | 2  | 1  | 1  | 0  | 3  | 2  | 1  | 4   |
| 1   | Irlanda         | 2  | 1  | 0  | 1  | 2  | 1  | 1  | 3   |
| 3   | República Checa | 2  | 1  | 0  | 1  | 4  | 8  | 4  | 3   |
| 2   | Suecia          | 2  | 0  | 1  | 1  | 0  | 1  | -1 | 1   |
| 4   | Dinamarca       | 2  | 0  | 1  | 1  | 2  | 4  | -2 | 1   |
| 5   | Portugal        | 2  | 0  | 1  | 1  | 1  | 4  | -3 | 1   |

## Fase final
Las ganadoras de los seis grupos anteriores accedieron a la etapa de semifinales junto a Noruega por ser la mejor segunda y Eslovaquia, que fue el país anfitrión de la etapa final. En esta fase se formaron dos grupos de cuatro equipos, las dos primeras selecciones de cada grupo se clasificaron para disputar las seminales. 
El sorteo se realizó el 24 de mayo de 2016 en, Bratislava, Eslovaquia. 
Recordar que en años impares el campeonato también sirve como clasificación para la Copa Mundial Femenina Sub-20 de la FIFA, que se celebra cada dos años.

### Grupo A
| Equipo       | Pts. | PJ | PG | PE | PP | GF | GC | Dif. |
| ------------ | ---- | -- | -- | -- | -- | -- | -- | ---- |
| Francia      | 6    | 3  | 2  | 0  | 1  | 8  | 2  | 6    |
| Países Bajos | 6    | 3  | 2  | 0  | 1  | 8  | 2  | 6    |
| Noruega      | 3    | 2  | 1  | 0  | 1  | 1  | 1  | 0    |
| Eslovaquia   | 0    | 2  | 0  | 0  | 2  | 0  | 12 | –12  |

| 19 de julio de 2016, 17:00 (UTC+2) | Eslovaquia | 0:6 (0:3) | Países Bajos                                                                     | National Training Centre, Senec |                          |
|                                    |            | Reporte   | Folkertsma 23' (pen.) · Roord 37' 57' 74' · Deszathová 40' (a.g.) · Hendriks 69' | Árbitra: Ivana Martinčić        | Árbitra: Ivana Martinčić |

| 19 de julio de 2016, 18:00 (UTC+2) | Francia | 0:1 (0:1) | Noruega       | Štadión FC ViOn, Zlaté Moravce |                       |
|                                    |         | Reporte   | Jørgensen 36' | Árbitra: Eszter Urban          | Árbitra: Eszter Urban |

| 22 de julio de 2016, 18:00 (UTC+2) | Países Bajos   | 1:0 (0:0) | Noruega | Štadión FC ViOn, Zlaté Moravce |                    |
|                                    | Folkertsma 56' | Reporte   |         | Árbitra: Lois Otte             | Árbitra: Lois Otte |

| 22 de julio de 2016, 19:00 (UTC+2) | Eslovaquia | 0:6 (0:0) | Francia                                                         | National Training Centre, Senec |                           |
|                                    |            | Reporte   | Katoto 49' 53' 68' · Matéo 51' · Morroni 65' · D. Cascarino 90' | Árbitra: Ivana Projkovska       | Árbitra: Ivana Projkovska |

| 25 de julio de 2016, 17:00 (UTC+2) | Noruega | Suspendido | Eslovaquia | Štadión FC ViOn, Zlaté Moravce |                         |
| |         | Reporte    |            | Árbitra: Linn Andersson        | Árbitra: Linn Andersson |
| El partido fue suspendido a los 50 minutos con el marcador de 0:0 después de una fuerte lluvia que hizo que no se pudiese jugar en el campo. Al haber ganado Francia a los Países Bajos por 1 a 2 en el tercer partido de la fase de grupos, ni Noruega ni Eslovaquia tenían posibilidades para quedar entre las dos primeras y clasificarse para la semifinal por lo que el partido no se concluyó. |         |            |            |                                |                         |

| 25 de julio de 2016, 17:00 (UTC+2) | Países Bajos | 1:2 (0:2) | Francia                 | National Training Centre, Senec |                                 |
|                                    | Roord 60'    | Reporte   | Katoto 18' · Geyoro 24' | Árbitra: Tania Fernandes Morais | Árbitra: Tania Fernandes Morais |

### Grupo B
| Equipo   | Pts. | PJ | PG | PE | PP | GF | GC | Dif. |
| -------- | ---- | -- | -- | -- | -- | -- | -- | ---- |
| España   | 9    | 3  | 3  | 0  | 0  | 10 | 0  | 10   |
| Suiza    | 6    | 3  | 2  | 0  | 1  | 8  | 7  | 1    |
| Alemania | 3    | 3  | 1  | 0  | 2  | 5  | 6  | –1   |
| Austria  | 0    | 3  | 0  | 0  | 3  | 1  | 11 | –10  |

| 19 de julio de 2016, 18:00 (UTC+2) | España        | 1:0 (0:0) | Alemania | Štadión FK Senica, Senica |                         |
|                                    | N. García 62' | Reporte   |          | Árbitra: Linn Andersson   | Árbitra: Linn Andersson |

| 19 de julio de 2016, 18:00 (UTC+2) | Austria                                   | 0:4 (0:0) | Suiza | Stadium Myjava, Myjava |                    |
|                                    | Zehnder 19' 88' · Mégroz 60' · Jenzer 77' | Reporte   |       | Árbitra: Lois Otte     | Árbitra: Lois Otte |

| 22 de julio de 2016, 18:00 (UTC+2) | España                                             | 4:0 (2:0) | Austria | Stadium Myjava, Myjava          |                                 |
|                                    | Falcón 5' 29' · L. García 69' · Bonmatí 83' (pen.) | Reporte   |         | Árbitra: Tania Fernandes Morais | Árbitra: Tania Fernandes Morais |

| 22 de julio de 2016, 18:00 (UTC+2) | Alemania                  | 2:4 (1:1) | Suiza                                      | Štadión FK Senica, Senica |                          |
|                                    | Sanders 3' · Freigang 70' | Reporte   | Mégroz 6' · Surdez 64' 72' · Zehnder 90+1' | Árbitra: Ivana Martinčić  | Árbitra: Ivana Martinčić |

| 25 de julio de 2016, 18:00 (UTC+2) | Suiza | 0:5 (0:2) | España                                                | Stadium Myjava, Myjava    |                           |
|                                    |       | Reporte   | N. García 15' 47' · Hernández 36' · L. García 52' 74' | Árbitra: Ivana Projkovska | Árbitra: Ivana Projkovska |

| 25 de julio de 2016, 18:00 (UTC+2) | Alemania                                 | 3:1 (1:0) | Austria   | Štadión FK Senica, Senica |                       |
|                                    | Ehegötz 43' · Freigang 58' · Sanders 73' | Reporte   | Feric 84' | Árbitra: Eszter Urban     | Árbitra: Eszter Urban |

### Segunda fase
|  | Semifinales  | Semifinales |   |  | Final       | Final |  |
|  |              |             |   |  |             |       |  |
|  | 28 de julio  |             |   |  |             |       |  |
|  | Francia      | 3           |   |  |             |       |  |
|  | Suiza        | 1           |   |  |             |       |  |
|  |              |             |   |  |             |       |  |
|  |              |             |   |  | 31 de julio |       |  |
|  |              |             |   |  | Francia     | 2     |  |
|  |              | España      | 1 |  |             |       |  |
|  |              |             |   |  |             |       |  |
|  |              |             |   |  |             |       |  |
|  |              |             |   |  |             |       |  |
|  | 28 de julio  |             |   |  |             |       |  |
|  | España       | 4           |   |  |             |       |  |
|  | Países Bajos | 3           |   |  |             |       |  |

#### Semifinales
| 28 de julio de 2016, 16:00 (UTC+2) | Francia                    | 3:1 (0:1) | Suiza        | National Training Centre, Senec |                    |
|                                    | Matéo 46' 54' · Katoto 50' | Reporte   | Reuteler 44' | Árbitra: Lois Otte              | Árbitra: Lois Otte |

| 28 de julio de 2016, 20:30 (UTC+2) | España                              | 4:3 (1:1) | Países Bajos                            | National Training Centre, Senec |                         |
|                                    | Hernández 25' 68' 81' · Cazalla 73' | Reporte   | Admiraal 22' · Roord 59' · Hendriks 84' | Árbitra: Linn Andersson         | Árbitra: Linn Andersson |

#### Final
| 31 de julio de 2016, 19:00 (UTC+2) | Francia                 | 2:1 (1:0) | España        | National Training Centre, Senec |                       |
|                                    | Geyoro 36' · Katoto 66' | Reporte   | L. García 84' | Árbitra: Eszter Urban           | Árbitra: Eszter Urban |

| Bandera de Francia |
| Francia            |
| Cuarto título      |

## Estadísticas
| Marie-Antoinette Katoto                   | Francia      | 6 | 374' |
| Jill Roord                                | Países Bajos | 5 | 360' |
| Lucía García                              | España       | 4 | 329' |
| Sandra Hernández                          | España       | 4 | 422' |
| Cinzia Zehnder                            | Suiza        | 3 | 330' |
| Clara Matéo                               | Francia      | 3 | 375' |
| Nahikari García                           | España       | 3 | 425' |
| Camille Surdez                            | Suiza        | 2 | 125' |
| Stefanie Sanders                          | Alemania     | 2 | 204' |
| Laura Freigang                            | Alemania     | 2 | 225' |
| Última actualización: 31 de julio de 2016 |              |   |      |

| Lista completa | Lista completa | Lista completa | Lista completa  | Lista completa |
| --- | -------------- | -------------- | --------------- | -------------- |
| \| Jugadora \| Selección \| Goles \| Minutos jugados \| \| -------------------- \| ------------ \| ----- \| --------------- \| \| Naomi Mégroz \| Suiza \| 2 \| 253' \| \| Sisca Folkertsma \| Países Bajos \| 2 \| 345' \| \| Michelle Hendrinks \| Países Bajos \| 2 \| 359' \| \| Andrea Falcón \| España \| 2 \| 360' \| \| Grace Geyoro \| Francia \| 2 \| 450' \| \| Ivana Feric \| Austria \| 1 \| 104' \| \| Katrine W. Jørgensen \| Noruega \| 1 \| 135' \| \| Nina Ehegötz \| Alemania \| 1 \| 208' \| \| Géraldine Reuteler \| Suiza \| 1 \| 225' \| \| Lara Jenzer \| Suiza \| 1 \| 290' \| \| Aitana Bonmatí \| España \| 1 \| 325' \| \| Perle Morroni \| Francia \| 1 \| 344' \| \| Marta Cazalla \| España \| 1 \| 357' \| \| Suzanne Admiraal \| Países Bajos \| 1 \| 360' \| \| Delphine Cascarino \| Francia \| 1 \| 390' \| |                |                |                 |                |
| Jugadora | Selección      | Goles          | Minutos jugados |                |
| Naomi Mégroz | Suiza          | 2              | 253'            |                |
| Sisca Folkertsma | Países Bajos   | 2              | 345'            |                |
| Michelle Hendrinks | Países Bajos   | 2              | 359'            |                |
| Andrea Falcón | España         | 2              | 360'            |                |
| Grace Geyoro | Francia        | 2              | 450'            |                |
| Ivana Feric | Austria        | 1              | 104'            |                |
| Katrine W. Jørgensen | Noruega        | 1              | 135'            |                |
| Nina Ehegötz | Alemania       | 1              | 208'            |                |
| Géraldine Reuteler | Suiza          | 1              | 225'            |                |
| Lara Jenzer | Suiza          | 1              | 290'            |                |
| Aitana Bonmatí | España         | 1              | 325'            |                |
| Perle Morroni | Francia        | 1              | 344'            |                |
| Marta Cazalla | España         | 1              | 357'            |                |
| Suzanne Admiraal | Países Bajos   | 1              | 360'            |                |
| Delphine Cascarino | Francia        | 1              | 390'            |                |

| Jugadora             | Selección    | Goles | Minutos jugados |
| -------------------- | ------------ | ----- | --------------- |
| Naomi Mégroz         | Suiza        | 2     | 253'            |
| Sisca Folkertsma     | Países Bajos | 2     | 345'            |
| Michelle Hendrinks   | Países Bajos | 2     | 359'            |
| Andrea Falcón        | España       | 2     | 360'            |
| Grace Geyoro         | Francia      | 2     | 450'            |
| Ivana Feric          | Austria      | 1     | 104'            |
| Katrine W. Jørgensen | Noruega      | 1     | 135'            |
| Nina Ehegötz         | Alemania     | 1     | 208'            |
| Géraldine Reuteler   | Suiza        | 1     | 225'            |
| Lara Jenzer          | Suiza        | 1     | 290'            |
| Aitana Bonmatí       | España       | 1     | 325'            |
| Perle Morroni        | Francia      | 1     | 344'            |
| Marta Cazalla        | España       | 1     | 357'            |
| Suzanne Admiraal     | Países Bajos | 1     | 360'            |
| Delphine Cascarino   | Francia      | 1     | 390'            |

| Perle Morroni                             | Francia      | 4 | 344' |
| Géraldine Reuteler                        | Suiza        | 3 | 225' |
| Andrea Falcón                             | España       | 3 | 360' |
| Suzanne Admiraal                          | Países Bajos | 3 | 360' |
| Delphine Cascarino                        | Francia      | 2 | 390' |
| Ivana Feric                               | Austria      | 1 | 104' |
| Camille Surdez                            | Suiza        | 1 | 125' |
| Katrine W. Jørgensen                      | Noruega      | 1 | 135' |
| Stefanie Sanders                          | Alemania     | 1 | 204' |
| Nina Ehegötz                              | Alemania     | 1 | 208' |
| Última actualización: 31 de julio de 2016 |              |   |      |

| Lista completa | Lista completa | Lista completa | Lista completa  | Lista completa |
| --- | -------------- | -------------- | --------------- | -------------- |
| \| Jugadora \| Selección \| Asistencias \| Minutos jugados \| \| ----------------------- \| ------------ \| ----------- \| --------------- \| \| Laura Freigang \| Alemania \| 1 \| 225' \| \| Naomi Mégroz \| Suiza \| 1 \| 253' \| \| Lara Jenzer \| Suiza \| 1 \| 290' \| \| Aitana Bonmatí \| España \| 1 \| 325' \| \| Lucía García \| España \| 1 \| 329' \| \| Cinzia Zehnder \| Suiza \| 1 \| 330' \| \| Sisca Folkertsma \| Países Bajos \| 1 \| 345' \| \| Marta Cazalla \| España \| 1 \| 357' \| \| Michelle Hendriks \| Países Bajos \| 1 \| 359' \| \| Jill Roord \| Países Bajos \| 1 \| 360' \| \| Marie-Antoinette Katoto \| Francia \| 1 \| 374' \| \| Clara Matéo \| Francia \| 1 \| 375' \| \| Sandra Hernández \| España \| 1 \| 422' \| \| Nahikari García \| España \| 1 \| 425' \| \| Grace Geyoro \| Francia \| 1 \| 450' \| |                |                |                 |                |
| Jugadora | Selección      | Asistencias    | Minutos jugados |                |
| Laura Freigang | Alemania       | 1              | 225'            |                |
| Naomi Mégroz | Suiza          | 1              | 253'            |                |
| Lara Jenzer | Suiza          | 1              | 290'            |                |
| Aitana Bonmatí | España         | 1              | 325'            |                |
| Lucía García | España         | 1              | 329'            |                |
| Cinzia Zehnder | Suiza          | 1              | 330'            |                |
| Sisca Folkertsma | Países Bajos   | 1              | 345'            |                |
| Marta Cazalla | España         | 1              | 357'            |                |
| Michelle Hendriks | Países Bajos   | 1              | 359'            |                |
| Jill Roord | Países Bajos   | 1              | 360'            |                |
| Marie-Antoinette Katoto | Francia        | 1              | 374'            |                |
| Clara Matéo | Francia        | 1              | 375'            |                |
| Sandra Hernández | España         | 1              | 422'            |                |
| Nahikari García | España         | 1              | 425'            |                |
| Grace Geyoro | Francia        | 1              | 450'            |                |

| Jugadora                | Selección    | Asistencias | Minutos jugados |
| ----------------------- | ------------ | ----------- | --------------- |
| Laura Freigang          | Alemania     | 1           | 225'            |
| Naomi Mégroz            | Suiza        | 1           | 253'            |
| Lara Jenzer             | Suiza        | 1           | 290'            |
| Aitana Bonmatí          | España       | 1           | 325'            |
| Lucía García            | España       | 1           | 329'            |
| Cinzia Zehnder          | Suiza        | 1           | 330'            |
| Sisca Folkertsma        | Países Bajos | 1           | 345'            |
| Marta Cazalla           | España       | 1           | 357'            |
| Michelle Hendriks       | Países Bajos | 1           | 359'            |
| Jill Roord              | Países Bajos | 1           | 360'            |
| Marie-Antoinette Katoto | Francia      | 1           | 374'            |
| Clara Matéo             | Francia      | 1           | 375'            |
| Sandra Hernández        | España       | 1           | 422'            |
| Nahikari García         | España       | 1           | 425'            |
| Grace Geyoro            | Francia      | 1           | 450'            |